# .museum
.museum은 박물관, 박물관 협회 및 박물관 직종의 개별 구성원이 독점적으로 사용하는 인터넷 도메인 네임 시스템의 스폰서 최상위 도메인(sTLD)이다. 이러한 그룹은 국제박물관협의회(ICOM)에서 정의한다.
ICOM은 J. 폴 게티 트러스(J. Paul Getty Trust)와 공동으로 새로운 일반 최상위 도메인(gTLD) 생성을 위한 신청서를 ICANN에 제출할 목적으로 케리 카프(Cary Karp)가 이끄는 박물관 도메인관리협회(MuseDoma)를 설립했고 등록 기관을 운영했다. .museum 도메인은 2001년 10월 20일에 DNS 루트에 입력되었으며 ICANN의 조치를 통해 설립된 최초의 스폰서 최상위 도메인이었다.
이 도메인의 목적은 박물관 사용을 위해 예약된 DNS 이름 공간의 일부를 예약하는 것이다. 박물관 커뮤니티에서 규칙을 정의한 이름 공간이다. .museum TLD는 사용자에게 박물관 사이트의 진위 여부를 빠르고 직관적으로 확인할 수 있는 방법을 제공한다. 이와는 반대로, 이는 일종의 공식적인 제3자 인증이므로 이 네임스페이스를 사용하는 박물관은 방문자에게 사이트의 유효성을 보장할 수 있는 방법을 얻는다.
.museum tld의 초기 아이디어 중 하나는 공식 박물관 웹사이트 네트워크를 만들고 중앙 색인 도구를 운영하여 호스팅된 모든 콘텐츠를 검색 가능하게 만드는 것이었다.
.museum 헌장에 명시된 자격 요건 외에도 서브도메인 레이블 지정에는 명명 규칙이 적용된다. welcome.museum에 설명된 대로 국제화 도메인 이름에 대한 광범위한 지원도 도입되고 있다.
등록은 공인된 등록기관을 통해 처리된다.